# Sahak III de Dzorapor
Sahak III de Dzorapor ou Jorap‘orec‘i (en arménien Սահակ Գ Ձորոփորեցի) est catholicos de l'Église apostolique arménienne de 667 à 703.

## Biographie
Sahak est originaire d'Arqounachèn  dans le canton de Tzorapor ou Tzoraphor (Gougark) ; avant d’être élevé au catholicossat, il est évêque de Rotkaz.
Pendant le long catholicossat de Sahak III, la domination arabe s'affermit en Arménie et de ce fait les querelles religieuses gréco-arméniennes perdent de leur importance. Les califes ont de plus intérêt à voir leur vassaux arméniens adopter des positions religieuses d’un sens opposé aux conceptions de leurs ennemis byzantins.
En 685, la Transcaucasie est envahie par les Khazars qui tuent le prince Grigor Ier Mamikonian qui tentait de les arrêter. Son successeur Achot II Bagratouni (685-688) repousse les envahisseurs et doit combattre à la fois les Byzantins de Justinien II qui tentent de reconquérir l’Arménie, et les Arabes. L’empereur grec nomme Nersēh Kamsarakan comme prince vassal d’Arménie (690-691) et garde quelque temps le catholicos Sahak III en otage avant de repartir à Constantinople.
Le calife Abd al-Malik reprend le contrôle du pays et nomme Smbat VI Bagratouni comme prince (691-711). En 695, Smbat VI Bagratouni, révolté, et Sahak III sont capturés par le général arabe Mohammed ibn-Merwan et envoyés comme prisonniers à Damas. Smbat obtient l’autorisation de retourner en Arménie alors que Sahak III demeure relégué en Syrie. Revenu en Arménie, Smbat VI Bagratouni réussit à vaincre Mohammed ibn-Merwan lors de la bataille de Vardanakert puis reconnaît de nouveau la suzeraineté byzantine et l’empereur Tibère III, qui le nomme curopalate (vers 700). Craignant la vengeance des Arabes, Smbat Bagratouni se retire près la frontière byzantine au Tayk.
Après sa défaite, le général Mohammed ibn-Merwan, de retour à Damas, demande au calife Abd al-malik de lever une nouvelle armée pour écraser l’Arménie. Le patriarche Sahak III, déporté en Syrie, décide à la demande des nakharark d’entreprendre un voyage à Damas pour solliciter le calife d’épargner son pays, lorsqu'il tombe malade et meurt en route. Il a toutefois le temps d’écrire une supplique demandant la clémence d’Abd al-Malik.
Conformément aux dernières volontés du défunt, sa suite présente au général arabe Mohammed le cadavre du catholicos tenant encore la lettre dans sa main. Ce dernier  accepte en sa mémoire la grâce et la paix qu’il était venu solliciter. Il se contente d’occuper l’Arménie et de percevoir un tribut des nakharark.